# Timber Lake
Timber Lake település az Amerikai Egyesült Államok Dél-Dakota államában, Dewey megyében, melynek megyeszékhelye is. Lakosainak száma 509 fő (2020. április 1.).

## Népesség
A település népességének változása:

| 2010 | 443 |
| 2020 | 509 |